# Vivan Allen
Vivan Mariner Allen, dit Squee Allen, (né le 9 septembre 1916 à Bayfield, dans la province du Nouveau-Brunswick au Canada - 15 août 1995) est un joueur professionnel canadien de hockey sur glace de hockey sur glace.

## Statistiques
| Saison    | Équipe                    | Ligue |                            | Saison régulière           | Saison régulière           | Saison régulière           | Saison régulière           | Saison régulière           |                            | Séries éliminatoires       | Séries éliminatoires       | Séries éliminatoires       | Séries éliminatoires | Séries éliminatoires |
| Saison    | Équipe                    | Ligue | PJ                         | B                          | A                          | Pts                        | Pun                        | PJ                         | B                          | A                          | Pts                        | Pun                        |                      |                      |
| 1938-1939 | Maple Leafs de Lethbridge | ASHL  | 0                          | 9                          | 6                          | 15                         | 20                         | -                          | -                          | -                          | -                          | -                          |                      |                      |
| 1939-1940 | Skeeters de River Valley  | EHL   | 0                          | 26                         | 47                         | 73                         | 0                          | -                          | -                          | -                          | -                          | -                          |                      |                      |
| 1940-1941 | Indians de Springfield    | LAH   | 29                         | 5                          | 7                          | 12                         | 6                          | -                          | -                          | -                          | -                          | -                          |                      |                      |
| 1940-1941 | Americans de New York     | LNH   | 6                          | 0                          | 1                          | 1                          | 0                          | -                          | -                          | -                          | -                          | -                          |                      |                      |
| 1941-1942 | Hornets de Pittsburgh     | LAH   | 51                         | 20                         | 30                         | 50                         | 10                         | -                          | -                          | -                          | -                          | -                          |                      |                      |
| 1942-1943 | Lions de Washington       | LAH   | 1                          | 0                          | 0                          | 0                          | 0                          | -                          | -                          | -                          | -                          | -                          |                      |                      |
| 1943-1944 | Hornets de Pittsburgh     | LAH   | 12                         | 4                          | 0                          | 4                          | 5                          | -                          | -                          | -                          | -                          | -                          |                      |                      |
| 1945-1946 | Texans de Dallas          | UHSL  | 34                         | 21                         | 17                         | 38                         | 10                         | -                          | -                          | -                          | -                          | -                          |                      |                      |
| 1945-1946 | Hornets de Pittsburgh     | LAH   | 2                          | 0                          | 0                          | 0                          | 0                          | -                          | -                          | -                          | -                          | -                          |                      |                      |
| 1946-1947 | Texans de Dallas          | USHL  | 58                         | 34                         | 18                         | 52                         | 14                         | 6                          | 0                          | 0                          | 0                          | 4                          |                      |                      |
| 1947-1948 | Texans de Dallas          | USHL  | 61                         | 16                         | 27                         | 43                         | 19                         | -                          | -                          | -                          | -                          | -                          |                      |                      |
| 1948-1949 | Texans de Dallas          | USHL  | 24                         | 7                          | 6                          | 13                         | 6                          | 4                          | 0                          | 1                          | 1                          | 0                          |                      |                      |
| 1949-1950 | Quakers de Saskatoon      | WCSHL | Statistiques indisponibles | Statistiques indisponibles | Statistiques indisponibles | Statistiques indisponibles | Statistiques indisponibles | Statistiques indisponibles | Statistiques indisponibles | Statistiques indisponibles | Statistiques indisponibles | Statistiques indisponibles |                      |                      |

## Parenté dans le sport
- Il est le frère de George Allen.